# Eriopyga dissimilis
Eriopyga dissimilis là một loài bướm đêm trong họ Noctuidae.